# Evan Wright
Evan Alan Wright (Cleveland, 28 dicembre 1964 – Los Angeles, 12 luglio 2024) è stato un giornalista statunitense.

## Biografia
Cronista per varie testate, tra cui LA Weekly, Rolling Stone e Vanity Fair, divenne noto per il libro del 2004 Generation Kill, da cui venne tratta l'omonima miniserie televisiva.
Morì il 12 luglio 2024 all'età di 59 anni suicidandosi nella sua casa di Los Angeles.